# Río Primero (Córdoba)
Río Primero es una localidad, en el Departamento Río Primero, ubicada al noreste de la provincia de Córdoba, Argentina, a 50 km de la ciudad capital, sobre la Ruta Nacional 19.
Esta localidad se dedica mayoritariamente a la actividad agraria y se destacan las industrias de fabricación de premoldeados, baterías y moldes.

## Historia
En sus primeras décadas fue conocida por sus asentamientos aserraderos (donde se talaban y trabajaban troncos de robles). Con el paso del tiempo se fueron asentando precarias viviendas junto a la de los españoles.
El maestro de campo don Domingo Villamonte (casi fundador) construyó la parroquia Nuestra Señora de Copacabana, siendo la primera patrona de la zona. La apacible vida rural fue transcurriendo y continuaron conservando la capilla y la estancia. En el siglo XIX había también una sub-comisaría, escuela rural y juzgado de paz.

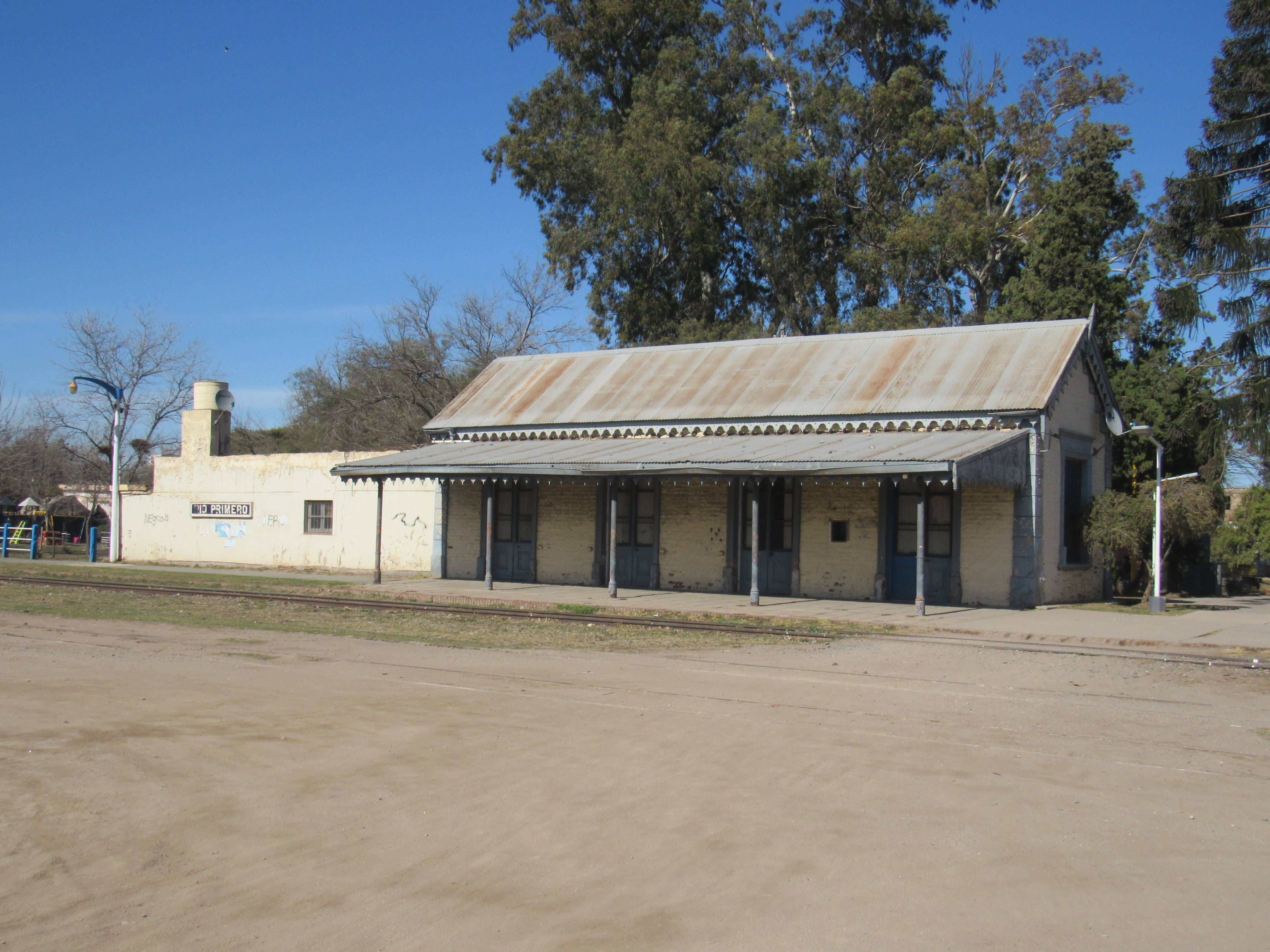
Estación Río Primero (Belgrano)

El ferrocarril, origen de la fundación del pueblo, en 1888, comenzó con la construcción del ferrocarril del este de Córdoba para unir la ciudad de Córdoba con los límites de Santa Fe, a una distancia de 3 km de la estancia de Villamonte.
Producida la inauguración del ferrocarril, en los alrededores de la estación Río Primero se construyeron las primeras viviendas, y rápidamente el nuevo poblado se nutrió de habitantes que provenían de Villamonte y de lugares lejanos.
En 1907, se crea la municipalidad.
En 1922, se instala la usina eléctrica brindando servicio a toda la localidad, en noviembre del mismo año se crea la agencia del Banco de Córdoba. En 1924, se llama a licitación la primera oficina de correos y el primer consultorio médico.
En las dos últimas décadas del siglo XX, esta localidad se caracterizó por una marcada consolidación regional, favorecida por distintos factores, como la realización de obras de infraestructura y equipamiento.

## Economía
Río Primero es principalmente un centro de servicios para una región agrícola-ganadera. Sin embargo también cuenta con algunos establecimientos industriales, sobre todo en la zona este de la localidad.

## Cultura
- Carnavales: Fue en el año 1915 cuando, por primera vez, se realizaron en la localidad los carnavales que se hicieron tradicionales. Desde aquel entonces, la participación de coloridas comparsas, brillantes disfraces e imponentes carrozas se despliegan por las calles de Río Primero.
- Festi Río: Desde el año 2011 el Playón polideportivo municipal es escenario del "Festi Río", este es un festival organizado por las Instituciones locales, bajo la coordinación del Municipio. Cada año cuenta con una muy buena grilla de artistas; han pasado por este festival artistas como Sergio Galleguillo, el humorista Popo Giaveno, cómicos tucumanos QV4, la cantante Sandra Mihanovich, el grupo cuartetero Trulalá, Julián Burgos, Los Nocheros, el Toro Quevedo, además de varios grupos locales. En el predio del Playón polideportivo existen además diferentes stands para la compra de comidas típicas.

## Población
Cuenta con 11 697 habitantes (Indec, 2022), lo que representa un incremento del 37% frente a los 7389 habitantes (Indec, 2010) del censo anterior.
| Gráfica de evolución demográfica de Río Primero entre 1991 y 2022 |
|                                                                   |
| Fuente: Censos nacionales del INDEC                               |

## Parroquia de la Iglesia católica

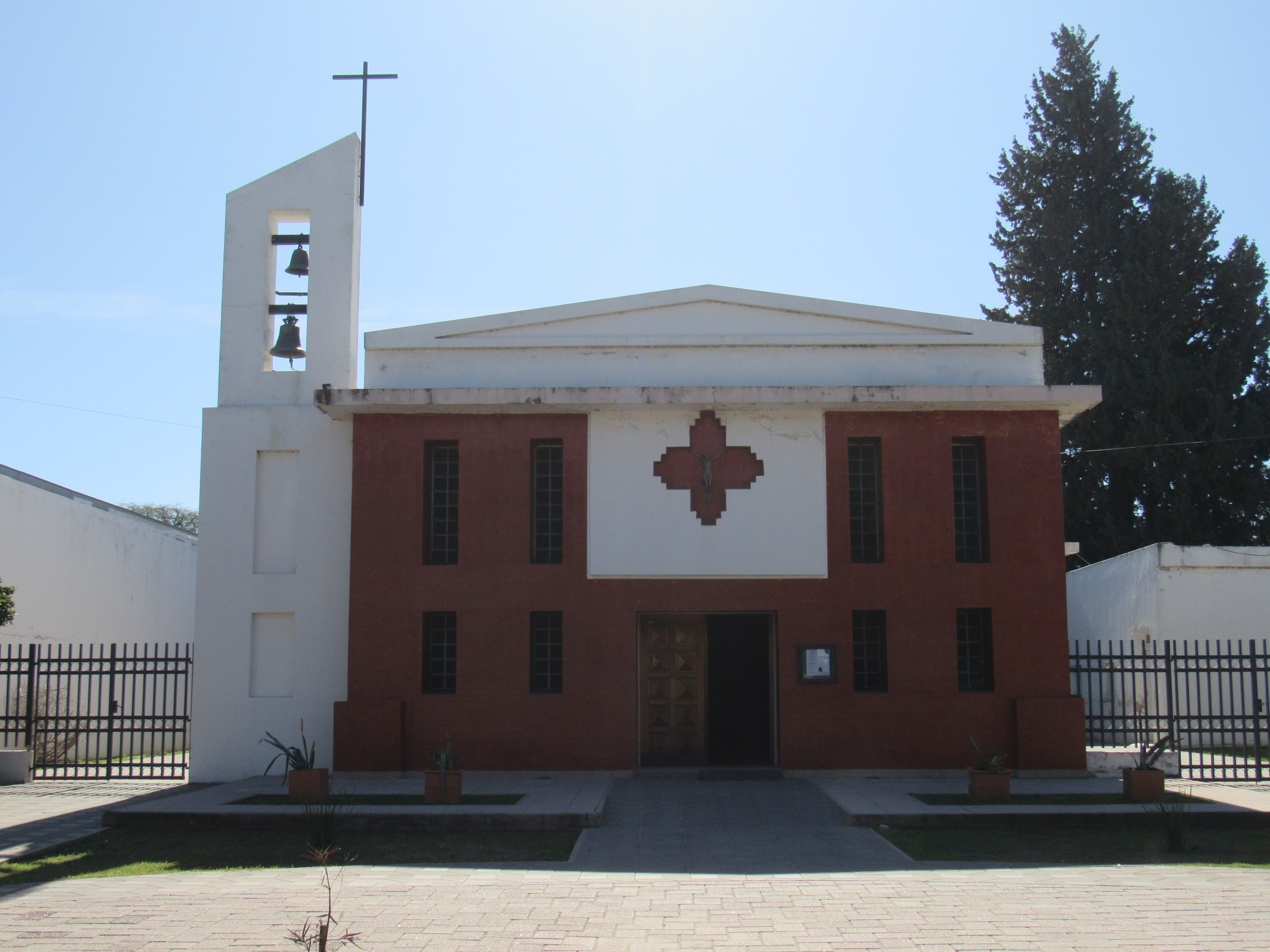
Iglesia Nuestra Señora del Rosario

| Diócesis  | Arquidiócesis de Córdoba   |
| --------- | -------------------------- |
| Parroquia | Nuestra Señora del Rosario |